# 5314 Wilkickia
5314 Wilkickia è un asteroide della fascia principale. Scoperto nel 1982, presenta un'orbita caratterizzata da un semiasse maggiore pari a 3,0014427 UA e da un'eccentricità di 0,0813628, inclinata di 9,61491° rispetto all'eclittica.